# Опанасенко, Евгений Владимирович
Евге́ний Влади́мирович Опана́сенко (укр. Євген Володимирович Опанасенко; род. 25 августа 1990, Запорожье) — украинский футболист, защитник клуба «Полтава». Выступал за молодёжную сборную Украины до 21 года.

## Карьера
В детстве ходил на плавание. Начинал заниматься футболом в клубе «Кристалл», тренировался там два года. Воспитанник запорожского «Металлурга». 10 апреля 2007 года дебютировал за «Металлург-2» во Второй лиге в матче против мариупольского «Ильичёвца-2» (2:0). 17 августа 2008 года дебютировал в Премьер-лиге за «Металлург» в матче против киевского «Динамо» (2:0). По итогам сезона 2010/11 «Металлург» занял последнее 16 место и вылетел в Первую лигу Украины.
1 июня 2014 года заключил контракт с одесским «Черноморцем». За одесситов выступал под 39-м номером.
29 мая 2021 года подписал контракт с «Ингульцом».

## Достижения
«Металлург» (Запорожье)
- Серебряный призёр Первой лиги Украины: 2011/12

«Заря» (Луганск)
- Бронзовый призёр чемпионата Украины: 2016/17
- Финалист Кубка Украины: 2015/16

«Ворскла»
- Финалист Кубка Украины: 2019/20